# Sant Vicenç de Castellet (kommun)
Sant Vicenç de Castellet är en kommun i Spanien.   Den ligger i provinsen Província de Barcelona och regionen Katalonien, i den östra delen av landet, 500 km öster om huvudstaden Madrid. Antalet invånare är 9 314. Arean är 17,4 kvadratkilometer. Sant Vicenç de Castellet gränsar till Manresa, El Pont de Vilomara i Rocafort, Mura, Rellinars, Castellbell i el Vilar, Monistrol de Montserrat, Marganell och Castellgalí. 
Terrängen i Sant Vicenç de Castellet är kuperad åt nordost, men åt sydväst är den platt.